# محمد بن إدريس المهدي بالله
المهدي بالله محمد بن إدريس بن علي بن حمود (المتوفي في عام 444 هـ) سابع حكام طائفة مالقة في عهد ملوك الطوائف، وحفيد خليفة قرطبة علي بن حمود.

## سيرته
في شعبان 438 هـ، انقلب محمد بن إدريس على ابن عمه أمير طائفة مالقة الضعيف إدريس العالي بالله ونادى بنفسه حاكمًا لطائفة مالقة متلقبًا بالمهدي بالله، الذي فر إدريس إلى ببشتر، ولجأ لباديس بن حبوس زعيم بربر غرناطة ليعاونه بجنده على استرداد عرشه. غزا إدريس وباديس مالقة، إلا أنهما فشلا في كسر شوكة دفاعات قوات محمد بن إدريس. نجح محمد بن إدريس في توطيد حكمه في مالقة، إلا أنه واجد معارضة في بعض المناطق الأخرى خاصة في غرناطة التي كان زعيمها باديس من أشد معارضيه. لذا اجتمع معارضيه من زعماء البربر وعلى رأسهم باديس بن حبوس ورأوا وجوب خلعه، والدعوة لمحمد بن القاسم المهدي بالله صاحب الجزيرة الخضراء، الذي استغل تأييد بعض زعماء البربر، وحاول دخول مالقة بقواته، إلا أنه هُزم أمام قوات محمد بن إدريس. فلم يجد زعماء البربر إلا أن يدسوا عليه من يسمُّه، وهو ما حدث في أواخر سنة 444 هـ، وبايعوا من بعده ابن أخيه إدريس بن يحيى السامي بالله.